# Полчаса на чудеса
«Полчаса на чудеса» — советский детский художественный фильм-сказка, вторая новелла из одноимённого киноальманаха.

## Сюжет
Мальчик Федя встретил весёлого маляра, который дал ему на полчаса свою волшебную кисть, с помощью которой можно делать добрые дела. За ним охотятся посланцы злого короля — Серый и Абрикадабр, чтобы уничтожить волшебную кисть, а с ней — и все добрые дела.

## В ролях
- Эвалдас Микалюнас — Федя
- Валентина Сперантова — бабушка Лида
- Олег Попов — дядя Маляр
- Сергей Мартинсон — Абрикадабр
- Александр Жеромский — Серый, подручный Абрикадабра
- Эраст Гарин — Его Величество
- Евгений Лебедев — дядя Варфоломей, дворник
- Пётр Черкашин — Мишка
- Марина Плешакова — Люся
- Алексей Крыченков
- Мичислав Юзовский
- Сережа Оськин

## Съёмочная группа
- Режиссёр: Михаил Юзовский
- Композитор: Владимир Дашкевич
- Текст песен: Евгений Агранович
- Редактор: Макс Бременер